# Mon amour est près de toi
Pour plus de détails, voir Fiche technique et Distribution.
Mon amour est près de toi est un film français réalisé par Richard Pottier, sorti en 1943.

## Synopsis
Un chanteur d'opéra est frappé d'amnésie et, le soir d'une première (dans son costume de scène qui est celui d'un clochard), il va errer avec de véritables clochards.

## Fiche technique
- Titre : Mon amour est près de toi
- Réalisation : Richard Pottier
- Assistant : Jean Devaivre
- Scénario et dialogues : Camille François
- Photographie : Charles Bauer
- Son : Antoine Petitjean
- Musique : Francis Lopez, Roger Lucchesi, Louis Poterat et Vincent Scotto
- Montage : Gérard Bensdorp
- Société de production : Continental-Films
- Pays d'origine :  France
- Format : Noir et blanc - 35 mm - 1,37:1
- Genre : Comédie
- Durée : 89 minutes
- Date de sortie : France - 29 septembre 1943

## Distribution
- Tino Rossi : Jacques Marton
- Annie France : Marie-Lou
- Édouard Delmont : le père Louis
- Paul Azaïs : Le Frisé
- Jean Tissier : Regain
- Mona Goya : Odette
- René Génin : La Coule
- Jean Rigaux: Robert Ducasier
- Jean Davy : Chambord
- Paul Barge : le secrétaire
- Georges Chamarat : le docteur
- Rosine Luguet
- André Nicolle